# UC-24号潜艇
陛下之UC-24号艇是德意志帝国海军于第一次世界大战期间建造的一艘UC-II型近岸布雷潜艇或称U艇。它由汉堡的布洛姆与福斯船厂承建，于1916年3月4日新船下水，至同年8月15日交付使用。其全长49.35米，水面及水下排水量分别为417吨和493吨，艇载武器则包括三具鱼雷发射管、六具水雷滑射槽以及一门88毫米口径甲板炮。UC-24号入役后曾先后被部署至第一区舰队和驻奥匈帝国的普拉区舰队，并参与过大西洋和地中海潜艇战。通过其四次巡逻，共直接或间接击沉4艘协约国或中立国商船，容积总吨累计为9815吨。1917年5月24日，UC-24号在卡塔罗湾附近遭法国潜艇喀耳刻号击沉，造成艇内24名官兵阵亡，仅2人幸存。

## 设计
1915年秋天，由于中立国美国的干预，U艇战几乎陷入停顿，导致德国广泛开展《国际法》所允许的水雷战，从而使布雷潜艇的需求量相应增加。德意志帝国海军潜艇监察局（Inspektion des U-Bootwesens）的开发部门留意到了这一点，遂以UB-II型为基础，按照兼顾布雷效率和生产速度的要求，以41号工程的名义设计了UC-II型潜艇。为了弥补前型UC-I型的缺陷，UC-II型艇不仅更大，而且采用双轴推进系统。然而，与前型最主要的区别在于，UC-II型艇重新运用了双壳体结构。但它并非纯粹的双体潜艇，而是一种中间过渡型；因为外层没有封闭耐压壳体，而是作为鞍形水柜附在上方。
UC-24号是64艘UC-II型方案的其中一艘。这个亚型的艇体结构与UB-II型类似，但体积更大，全长为49.35米，并有3.06米的吃水深度；由于不再考虑铁路运输的装载限界，舷宽也得以增至5.22米。其水上和水下排水量分别为417吨和493吨。艇只采用两台猛狮六缸四冲程500匹公制馬力（370千瓦特）柴油机用于水面运行，以及两台460匹公制馬力（340千瓦特）的BBC电动发电机用于水下航行；水面最高航速11.6節（21.5每小時），水下7節（13每小時）；能够在水面以7節（13每小時）航速续航9,430海里（17,460），或以4節（7.4每小時）连续在水下航行55海里（102）而无需充电。其潜没需时约为35秒，能够在50米的深度下运作。
作为布雷潜艇，UC-24号改将六具布雷滑射槽安装在艇体前部，每具储存井内的水雷数量增至3枚，即合共18枚UC200型水雷。布雷时只需将存储井底部的盖板打开，水雷便可凭借自身重量滑入水中。随着滑射槽长度增加，艇体艏楼的上层建筑被抬高，上层建筑与司令塔之间的凹陷处布置了一门88毫米30倍径速射炮作为甲板炮。但由于位置相对较低，火炮甲板在恶劣海况下很容易被涌浪淹没。此外，UC-24号还装备有三具500毫米鱼雷发射管，这极大提升了潜艇的攻击能力。其中艇艏两具外置在两侧、艇艉一具则为内置式，并可搭载合共7枚G6型鱼雷。其标准船员编制为3名军官及23名水兵。

## 历史
UC-24号是汉堡布洛姆与福斯船厂承建的首批（UC-16至UC-24号）UC-II型潜艇的末艇，由国家海军办公室于1915年8月29日订购，建造编号为274。它于1916年3月4日新船下水，至同年8月15日交付使用。两天后，UC-24号在首度担任艇长的海军上尉库尔特·维利希的指挥下正式入役，随即展开海试。完成海试后，该艇于11月13日被编入驻布伦斯比特尔科格的第一潜艇区舰队，随后于12月19日至26日期间展开首次布雷巡逻，活动范围包括錫厄姆、哈特尔浦和米德尔斯伯勒的出入口以及米德尔斯伯勒至弗兰伯勒角之间的作战通道。
1917年1月31日，UC-24号从黑尔戈兰岛出发，经英吉利海峡前往地中海。它在途中击沉了三艘挪威轮船，其中容积总吨为2616吨、正从布宜诺斯艾利斯运送小麦至瑟堡的索尔巴肯号（Solbakken）是2月4日在距韦桑岛西南约60海里（110）处遭维利希截停并登船凿沉，共造成15人罹难；而注册吨位分别为2733吨和1279吨的厄拉沃尔号（Ellavore）和哈维加尔德号（Havgard）则均是2月6日在维兰岬北部海域遇袭沉没，UC-24号甚至通过拖曳四艘小艇将幸存者运送至西班牙西北岸。潜艇于 1917年2月13日穿越直布罗陀海峡，翌日却因由于急速下潜而遭受严重损坏。至2月21日，UC-24号终于抵达奥匈帝国军港卡塔罗，并加入驻当地的普拉区舰队。
完成整修后，UC-24号于1917年4月14日、15日和17日分别在西西里岛的卡塔尼亚、利卡塔和恩佩多克莱港附近布下雷区。然而直至7月11日，才有一艘3187总吨的意大利轮船锡拉库萨号（Siracusa）在卡塔尼亚附近触雷沉没。4月18日至5月1日，UC-24号又试图在马耳他岛和基西拉岛之间发动破交战，但徒劳无功。5月24日，UC-24号最后一次从卡塔罗启航执行作战计划，但离港后不久便遭到在附近巡逻的法国海军潜艇喀耳刻号发射鱼雷击沉，造成艇内24名官兵阵亡，仅2人幸存。潜艇残骸直至2019年底才由潜水员在距今克罗地亚莫卢纳特对开约2海里（3.7）的水下85米处寻获。

## 袭击历史摘要
| 日期          | 船名         | 船籍       | 吨位 | 结局 |
| ------------- | ------------ | ---------- | ---- | ---- |
| 1917年2月4日  | 索尔巴肯号   | 挪威       | 2616 | 击沉 |
| 1917年2月6日  | 厄拉沃尔号   | 挪威       | 2733 | 击沉 |
| 1917年2月6日  | 哈维加尔德号 | 挪威       | 1279 | 击沉 |
| 1917年7月11日 | 锡拉库萨号   | 義大利王國 | 3187 | 击沉 |

## 脚注
1. 1 2 3 4  Helgason, Guðmundur. . German and Austrian U-boats of World War I - Kaiserliche Marine - Uboat.net.   [2009-02-22].
2. ↑  Tarrant，第173頁.
3. 1 2 3  Gröner 1991，第31-32頁.
4. 1 2  Helgason, Guðmundur. . German and Austrian U-boats of World War I - Kaiserliche Marine - Uboat.net.   [2015-02-15].
5. ↑  陈进，第48頁.
6. ↑  陈进，第46頁.
7. ↑  Michelsen，第48頁.
8. ↑  陈进，第165頁.
9. 1 2 3 4  NARS，第100頁.
10. ↑  Helgason, Guðmundur. . German and Austrian U-boats of World War I - Kaiserliche Marine - Uboat.net.   [2022-08-17].
11. ↑  Helgason, Guðmundur. . German and Austrian U-boats of World War I - Kaiserliche Marine - Uboat.net.   [2022-08-17].
12. ↑  Helgason, Guðmundur. . German and Austrian U-boats of World War I - Kaiserliche Marine - Uboat.net.   [2022-08-17].
13. ↑  Helgason, Guðmundur. . German and Austrian U-boats of World War I - Kaiserliche Marine - Uboat.net.   [2022-08-17].
14. ↑  . Youtube. 2019-09-30  [2022-08-18]. （原始内容存档于2022-08-18）.
15. ↑  Helgason, Guðmundur. . German and Austrian U-boats of World War I - Kaiserliche Marine - Uboat.net.   [2015-02-15].